# Castelo de Estremoz
O Castelo de Estremoz localiza-se na freguesia de Estremoz (Santa Maria e Santo André), na cidade e no Município de Estremoz, Distrito de Évora, no Alentejo, em Portugal.
Erguido em posição dominante sobre uma colina ao norte da serra de Ossa, tinha como função primitiva a defesa desta raia alentejana. Constituindo-se posteriormente em uma das mais importantes praças-fortes da região do Alentejo, Estremoz esteve ligada a diversos dos mais decisivos episódios militares da História de Portugal. Deu o seu nome, ainda, a um dos mais atuantes destacamentos militares do país, com decisiva ação no Brasil colonial, o Regimento de Estremoz. É ainda de assinalar o facto de nele ter falecido, em 1336, a rainha Santa Isabel.
É, a par de Elvas, uma das mais importantes praças-fortes do Alentejo, principalmente no período da Guerra da Restauração, altura em que serviu também de quartel-general das tropas portuguesas.
Datado do século XII, o castelo foi alvo de vários melhoramentos ao longo do tempo, mas especialmente durante este período devido à sua localização próxima com o reino de Espanha. Durante o cerco a Elvas de 1658, e que terminaria com a Batalha das Linhas de Elvas no ano seguinte, foi de Estremoz que partiu a maioria do exército português de socorro.
No início do século XX, o conjunto do castelo, das muralhas da vila, a chamada Torre das Couraças e a Capela da Rainha Santa, foi classificado como Monumento Nacional a partir de Decreto publicado em 23 de Junho de 1910.
Em 2014, o Castelo de Estremoz foi integrado num novo projeto do Ministério da Defesa Nacional, criado com o apoio do Turismo de Portugal, chamado Turismo Militar, que apresenta roteiros históricos baseados em heróis portugueses.

## História

### Antecedentes
Não há informações adicionais acerca da primitiva ocupação humana de seu sítio, embora, à época da Invasão romana da Península Ibérica tenha adquirido importância, vindo a ser posteriormente ocupada pelos Muçulmanos, que a terão fortificado.

### O castelo medieval
Quando da Reconquista cristã da península, teria sido conquistada na mesma época e pelas mesmas forças com que Geraldo Sem Pavor se assenhoreou da vizinha Évora (1165). Perdida a sua posse pouco depois, Estremoz só seria incorporada definitivamente aos domínios portugueses em meados do século XIII, sob o reinado de D. Sancho II (1223-1248), quando se teriam iniciado os trabalhos de reconstrução do castelo. Sob o reinado de D. Afonso III (1248-1279), visando incrementar o seu povoamento e defesa, este soberano outorgou foral à vila em 1258, determinando-lhe a reconstrução e reforço das defesas, bem como a construção da cerca da vila. Data deste momento, por volta de 1260, a ereção da Torre de Menagem.
Os trabalhos de edificação das muralhas tiveram continuidade sob o reinado de D. Dinis (1279-1325), monarca que fez erguer o Paço Real, junto ao castelo. Aqui, no Paço, faleceu a Rainha Santa Isabel (4 de Julho de 1336), sendo o seu corpo mais tarde trasladado para o Convento de Santa Clara-a-Velha de Coimbra. Ainda em vida, ela havia evitado, aqui em Estremoz, um iminente embate entre o seu filho D. Afonso IV e o rei Afonso XI de Castela.

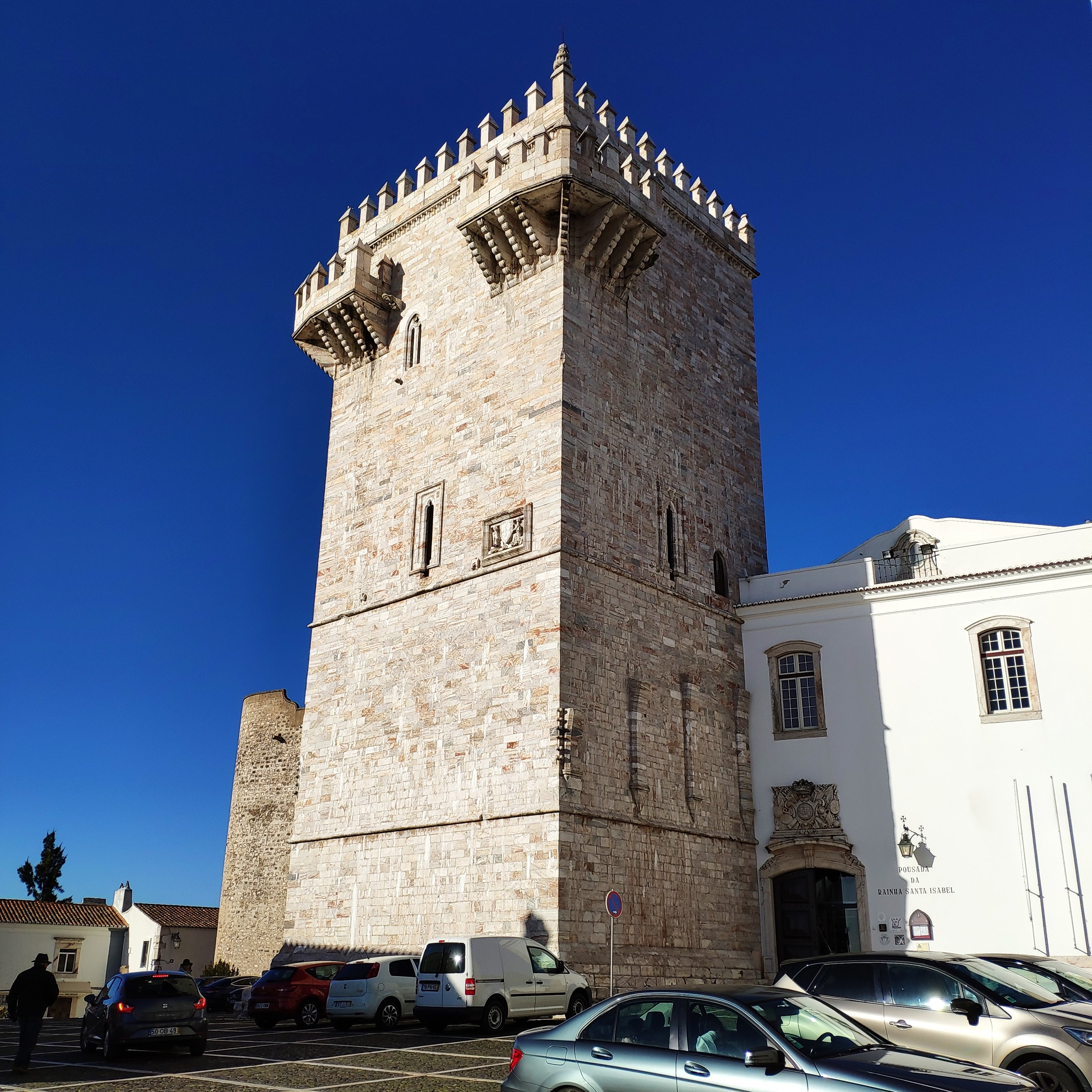
Castelo de Estremoz, Portugal: Torre de Menagem (Torre das Três Coroas)

A Torre de Menagem estava concluída sob o reinado de D. Fernando de Portugal (1367-1383), por volta de 1370. À época da crise de 1383-1385, o alcaide-mor João Mendes de Vasconcelos, tomou partido por Castela. Foi intimado pela população a abandonar o castelo, que o entregou ao escudeiro Martim Pires em nome do Mestre de Avis. Em 1384, o Condestável D. Nuno Álvares Pereira aqui instalou o seu quartel-general, de onde as forças portuguesas sob seu comando partiriam para dar combate, e vencer, o exército castelhano na batalha dos Atoleiros.
A vila recebeu de D. Manuel I (1495-1521) o Foral Novo (1512).
Quando crise de sucessão de 1580, o Castelo de Estremoz e o seu alcaide-mor permaneceram fiéis a D. António, prior do Crato. Entretanto, as tropas castelhanas sob o comando do duque de Alba invadiram Portugal, vindo a colocar cerco a Estremoz, a única praça alentejana a resistir. Diante da desproporção de forças e das pesadas conseqüências que poderiam advir para a povoação e sua população, o alcaide-mor de Estremoz, almirante D. João de Azevedo, rendeu-se, sendo mantido preso no Castelo de Vila Viçosa.

### Da Guerra da Restauração aos nossos dias

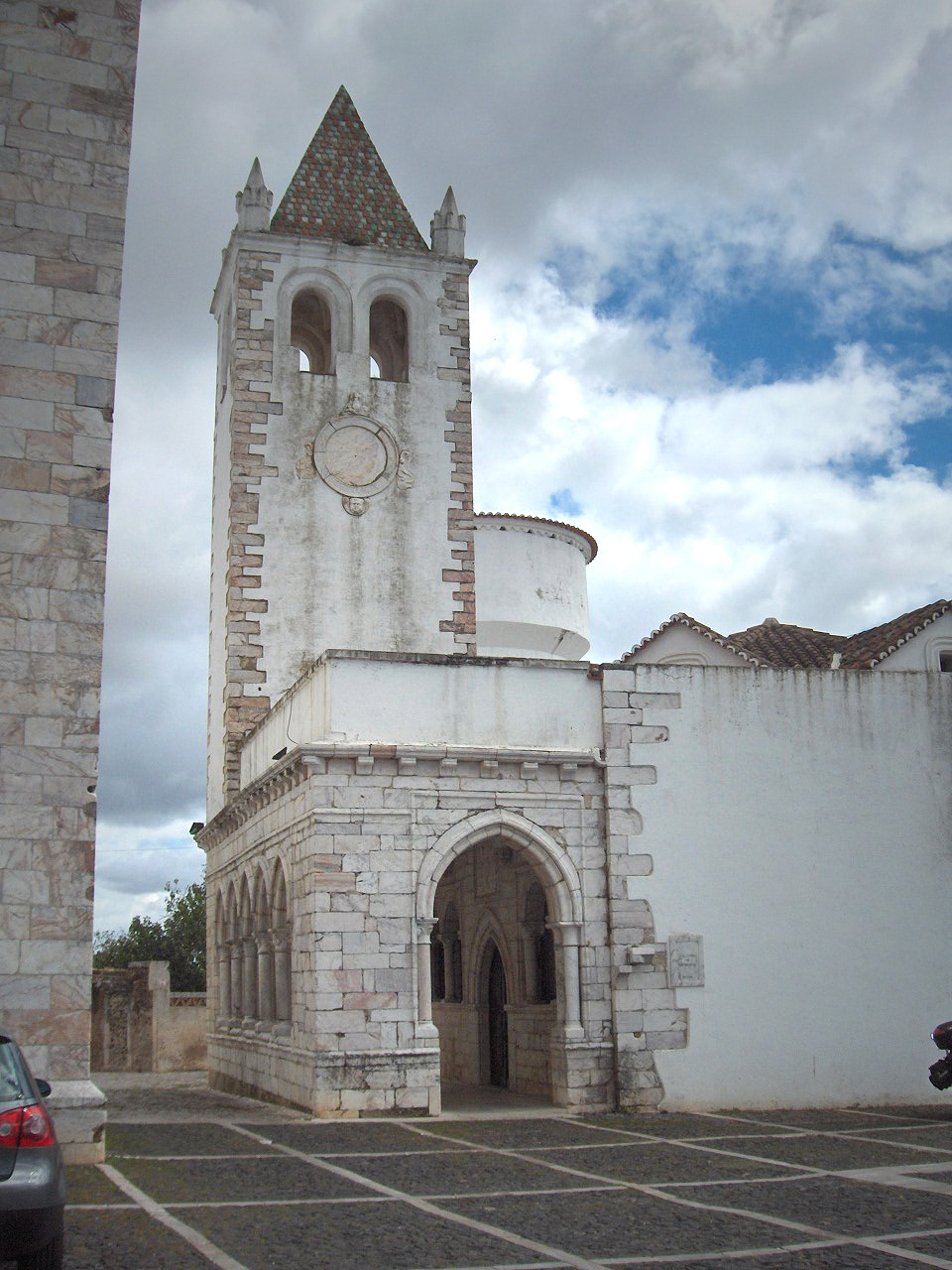
Castelo de Estremoz, Portugal: Torre sineira e Paço da Audiência

Com o advento da Restauração da independência (1640), durante as lutas que se seguiram, Estremoz serviu uma vez mais como quartel-general para as tropas portuguesas. Os seus destacamentos foram decisivos para a vitória portuguesa na batalha das Linhas de Elvas (1659), o mesmo se repetindo quando da batalha do Ameixial (1663) e da batalha de Montes Claros (1665), que colocou fim à Guerra da Restauração. Para tanto, uma comissão composta pelos engenheiros militares João Pascácio Cosmander, Rui Correia Lucas e Jean Gillot foi encarregada pelo Conselho de Guerra de D. João IV de inspecionar as praças de guerra alentejanas, nelas promovendo as obras necessárias (1642).
As defesas de Estremoz e seu castelo foram modernizadas, sob projeto e orientação de Cosmander. Após o seu falecimento 1648, Nicolau de Langres, com o auxílio de Pierre de Saint-Colombe, foi encarregado das obras (1662?), que compreenderam a construção de quatro baluartes, dois meios-baluartes e um revelim, reforçados posteriormente por outras linhas abaluartadas, nomeadamente a da denominada Praça Baixa.
Ainda na época da Restauração e em agradecimento pelas vitórias portuguesas sobre as forças espanholas no Alentejo, a Rainha Regente D.Luísa de Gusmão, mãe de D.Afonso VI, fez transformar em Capela os aposentos em que havia falecido a Rainha Santa Isabel.
No século XVIII, prosseguiram os trabalhos de fortificação, marcados, a partir de 1736 pela reconstrução do antigo Paço Real, requalificado para abrigar os Armazéns de Guerra, com projeto de António Carlos Andreis. Entre 1738 e 1742, no novo e imponente edifício em estilo barroco, D. João V (1706-1750) fundou a Sala de Armas, um dos mais famosos museus de armaria no continente europeu, à época e melhorou bastante a Capela da Rainha Santa Isabel.
No século XIX, auxiliou forças portuguesas sitiadas na Praça-forte de Elvas durante a chamada Guerra das Laranjas (1801), vindo a ser brevemente ocupada por tropas francesas sob o comando do general Kellerman, que a abandonaram em 12 de Julho de 1808, durante a Guerra Peninsular. Poucas décadas mais tarde, durante as Guerras Liberais, forças miguelistas assassinaram 39 liberais que se encontravam detidos nos calabouços de Estremoz.
A paz e a evolução urbana cobraram o seu tributo às defesas de Elvas, tanto às da Idade Média quanto às da Restauração. Como exemplo, para a implantação da estação ferroviária no centro da vila foi demolido um grande troço da muralha norte. Em 17 de Agosto de 1898, uma violenta explosão em um dos paióis de pólvora, causou severos danos à estrutura dos Armazéns de Guerra (antigo Paço Real) e do castelo medieval.
A ação do poder público só se faria sentir, entretanto, quando uma intervenção de consolidação e conservação foi iniciada pela DGEMN em 1939. O mesmo organismo promoveria trabalhos de reparo nos telhados em 1961. Uma grande intervenção, entretanto, teria lugar entre 1967 e 1988, visando requalificar o espaço dos Armazéns de Guerra (antigo Paço Real), às funções de pousada.
Atualmente, o monumento atende à função turística (a Pousada da Rainha Santa Isabel), cultural (Galeria de Desenho da Câmara Municipal de Estremoz, na antiga Sala de Audiências de D. Dinis) e religiosa (Capela de Santa Isabel).

## Características

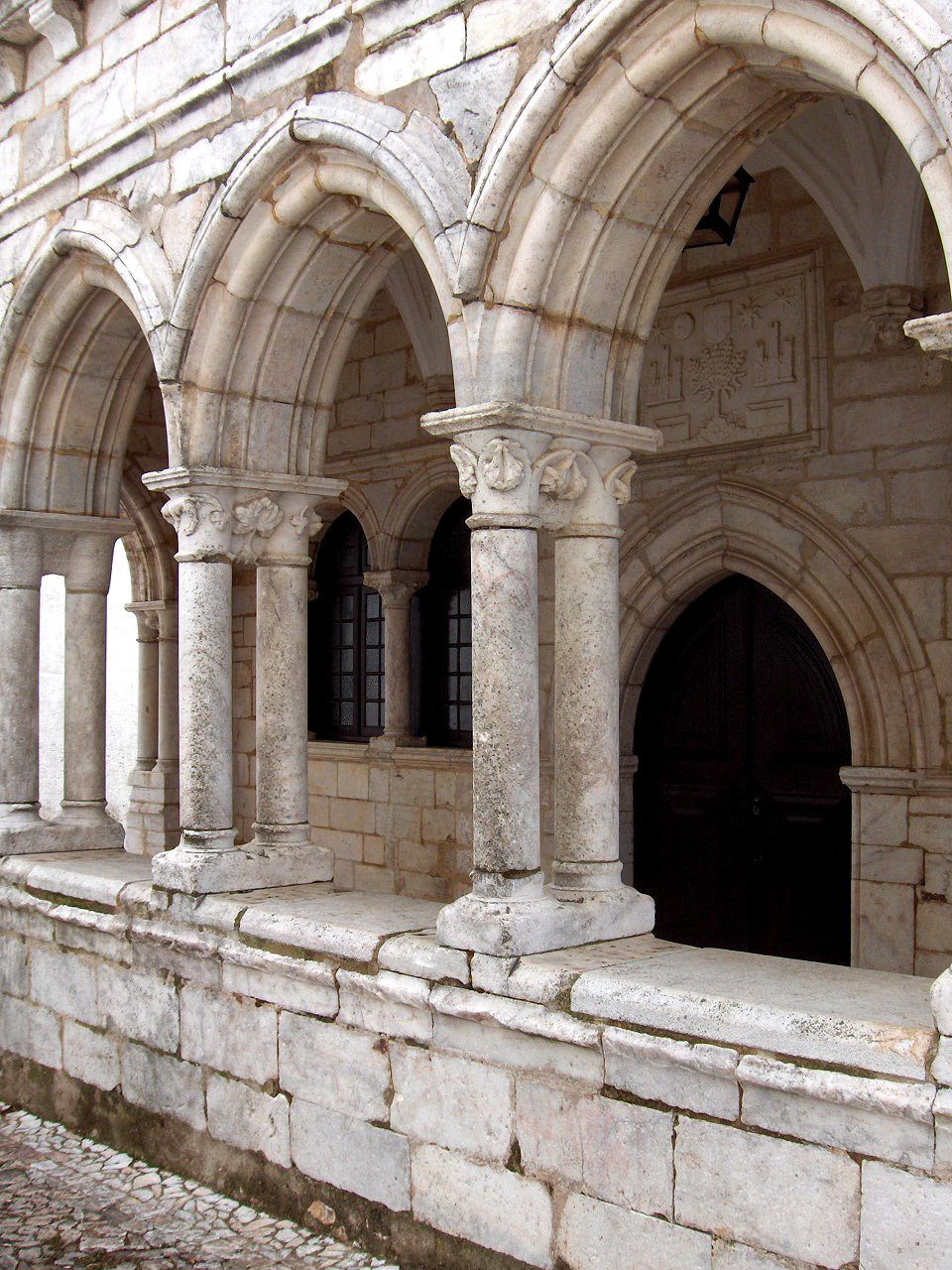
Castelo de Estremoz, Portugal: arcada gótica do Paço da Audiência

O conjunto da Praça-forte de Estremoz apresenta planta pentagonal orgânica (adaptada à conformação do terreno).
O castelo medieval ergue-se no topo de uma colina de pedra calcária, identificando-se elementos dos estilos gótico, moderno e neoclássico. É envolvido por uma cerca baixa ameada, percorrida por um adarve largo, reforçada com quatro cubelos semi-cilíndricos. Pelo lado sul, ergue-se a Torre de Menagem, também conhecida como Torre dos Três Reis ou Torre das Três Coroas. Com 27 metros de altura, coroada por merlões prismáticos, é rasgada por três balcões ameados, com matacães, assentes em mísulas. No interior da torre, dividida em três pavimentos, destaca-se a vasta sala do segundo piso, de planta octogonal e coberta por abóbada polinervada.
Na cerca da cidade, destacam-se a Porta de Santarém e a Porta da Frandina. No interior dos muros, observa-se a imponente galeria ogival da Casa da Audiência, de dupla arcaria apoiada em colunelos de mármore com capitéis historiados, contendo o antigo brasão da cidade. Da época de D. Manuel I subsistem o antigo Celeiro Comum, coberto por abóbada ogival de nervuras, e a Torre do Relógio.